# Dryaderces inframaculata
Dryaderces inframaculata é uma espécie de anfíbio da família Hylidae. Endêmica do Brasil, onde pode ser encontrada entre os rios Tapajós e Xingu, ao sul do rio Amazonas, no estado do Pará. Os seus habitats naturais são: florestas subtropicais ou tropicais úmidas de baixa altitude, rios, pântanos de água doce.